# Transports au Cambodge

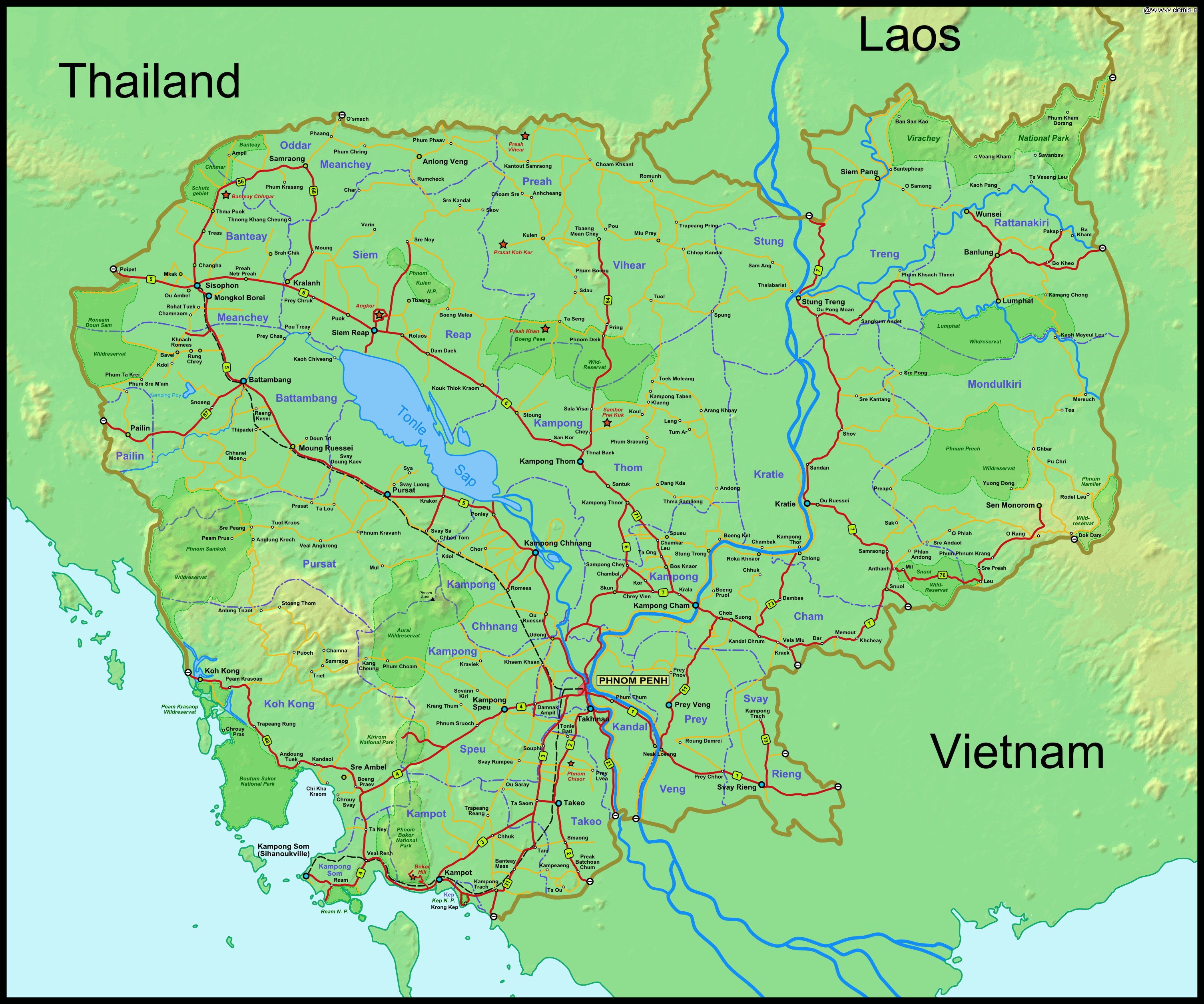
Carte du réseau routier du Cambodge

Cet article fournit diverses informations sur les infrastructures de transport au Cambodge.

## Réseau routier
Plus de 75% des routes du Cambodge sont asphaltées et en bonne condition, alors que le reste du réseau routier consiste en des routes en gravel ou de terre. Le conflit cambodgien a empêché le développement industriel du pays, privant le gouvernement de fonds pour la construction et l'entretien des routes. Le Cambodge tente un rattrapage depuis les années 2000 en investissant dans le pavage des routes principales. Il existe une autoroute au Cambodge.

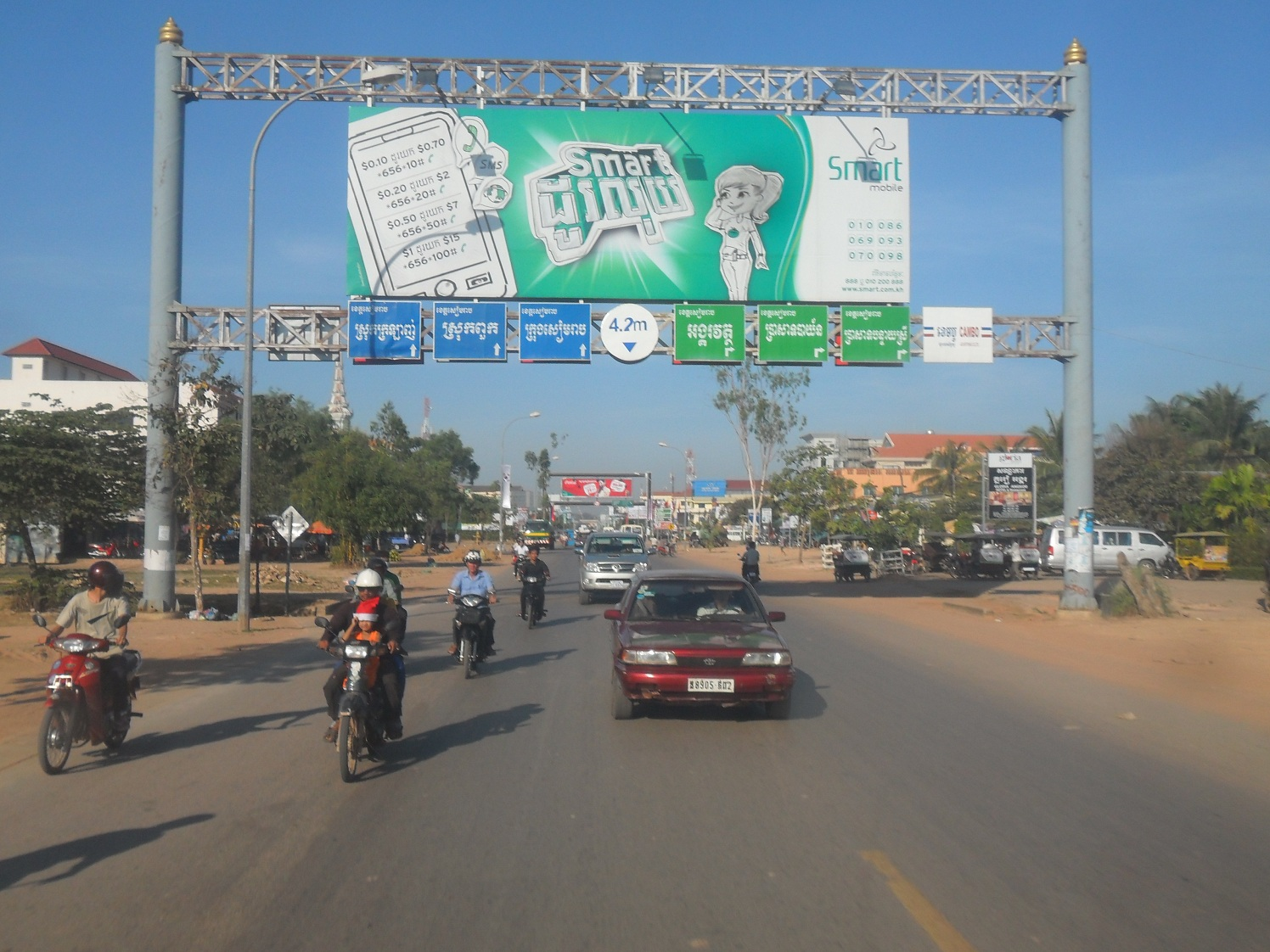
Route nationale 6, à Siem Reap.

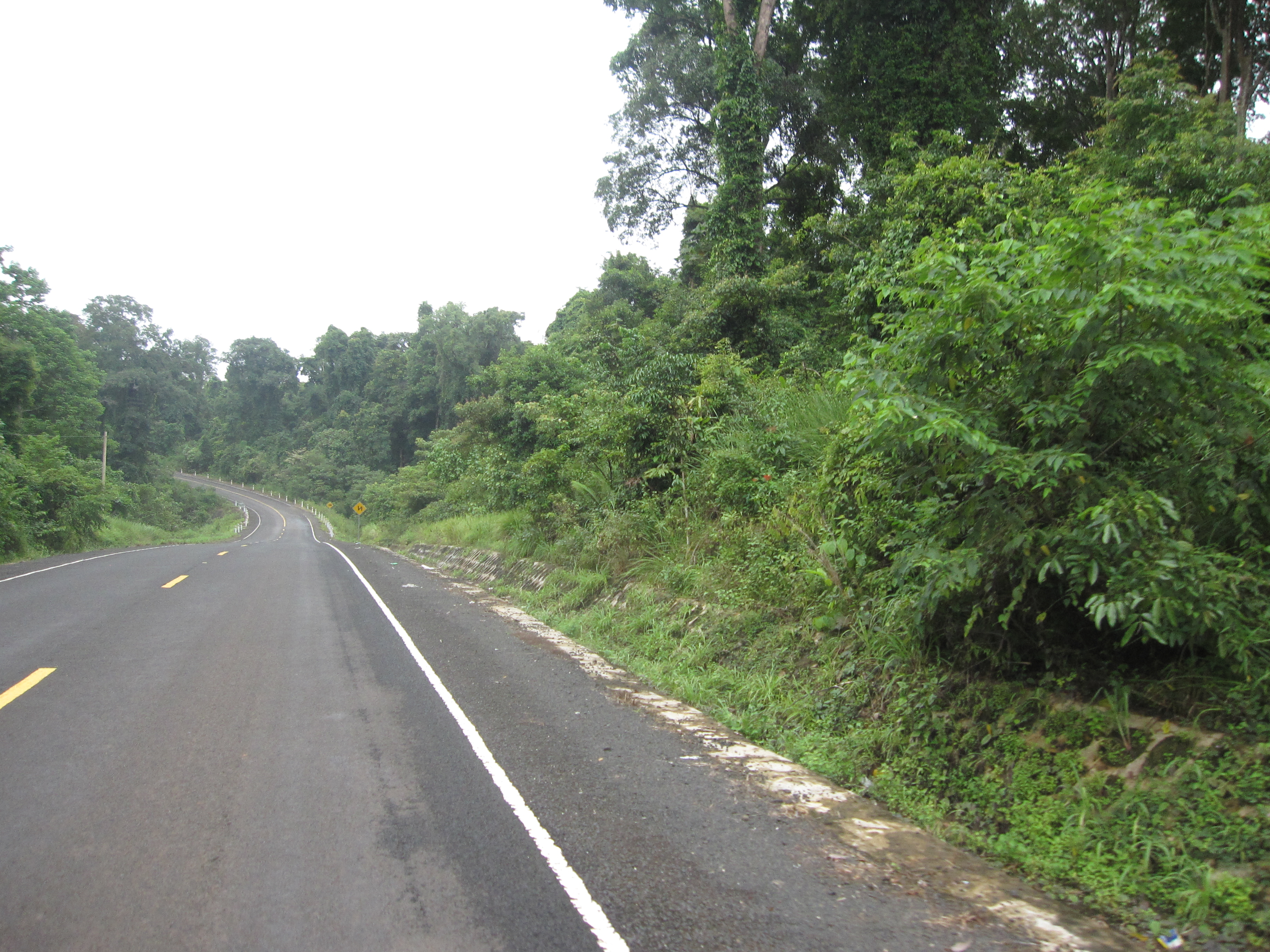
Route 76, en direction de Saen Monourom.

| Nom                   | Code  | Longueur | Début      | Fin                                                                     |
| --------------------- | ----- | -------- | ---------- | ----------------------------------------------------------------------- |
| Route nationale 1     | 10001 | 167 km   | Phnom Penh | Bavet (vers le Viet Nam)                                                |
| Route nationale 2     | 10002 | 120 km   | Phnom Penh | Tịnh Biên (vers le Viet Nam)                                            |
| Route nationale 3     | 10003 | 202 km   | Phnom Penh | Sihanoukville                                                           |
| Route nationale 4     | 10004 | 226 km   | Phnom Penh | Sihanoukville                                                           |
| Route nationale 5     | 10005 | 341 km   | Phnom Penh | Poipet (vers le Thaïlande)                                              |
| Route nationale 6, 6A | 10006 | 416 km   | Phnom Penh | Sisophon                                                                |
| Route nationale 7     | 10007 | 509 km   | Skuon      | Stoeng Treng (vers le Laos)                                             |
| Route nationale 8     | 10008 | 105 km   | Prek Tamak | se connecte sur la Route nationale 7 (près de la frontière du Viet Nam) |

## Transport maritime
Les nombreuses voies navigables qui traversent le pays ont joué un rôle essentiel dans l'histoire du Cambodge. Le Mékong et le réseau hydrographique du Tonlé Sap offre des centaines de kilomètres de chemins navigables à l'année. Dans certaines régions, des villages sont entièrement dépendants de ces rivières. Des chaloupes, des jonques et des barges se chargent du transport des passagers et de la nourriture en l'absence de routes ou de chemins de fer. Des bateaux fluviaux pouvant transporter des voitures jouent également ce rôle. 
Phnom Penh et Sihanoukville sont les deux ports majeurs du Cambodge. Ce dernier est le seul port en eau profonde du pays. Ouvert en 1960, il redevient effectif vers 1980. Chaque année, entre 1 et 2 millions de tonnes de marchandises y transitent.

## Transport ferroviaire
Le réseau ferroviaire initial est bâti sous l'Indochine française. Cependant, le conflit cambodgien a mis à mal le réseau. Depuis 2010, le gouvernement investit massivement pour réhabiliter ses chemins de fer.
Deux lignes ferroviaires sont exploitées depuis Phnom Penh : une vers Sihanoukville dans le Sud et une vers Battambang et Poipet dans le Nord-Ouest du pays.

## Transport aérien

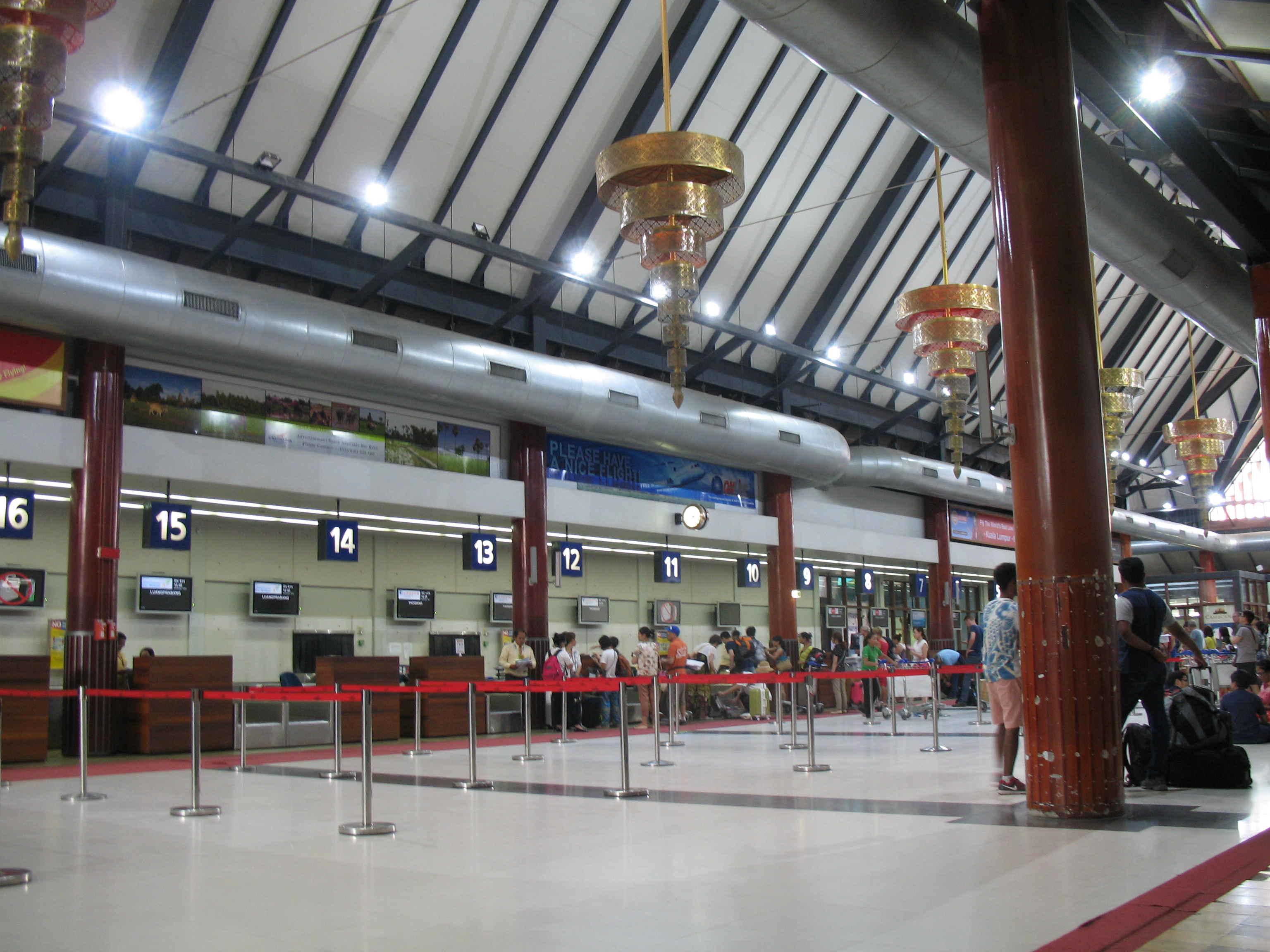
Intérieur de l'aéroport international de Siem Reap-Angkor.

L'aéroport international de Phnom Penh est le plus vaste aéroport. Il sert de base principale pour l'Armée de l'air cambodgienne. L'aéroport international de Siem Reap-Angkor est cependant celui où le nombre de passagers est le plus important, en raison de l'affluence touristique suscitée par le site archéologique d'Angkor.
Le pays possède vingt-six terrains d'aviation, dont seulement treize étaient utilisables dans le milieu des années 1980. Huit aérodromes avaient des pistes permanentes de surface. Il existe également des aéroports à Sihanoukville, Battambang et Stoeng Treng.
La compagnie aérienne nationale est Cambodia Angkor Air, fondée en 2009. Aero Cambodia Airline est une autre compagnie aérienne du pays.